# Kalix HC
Le Kalix HC est un club de hockey sur glace de Kalix en Suède. Il évolue en Hockeyettan, troisième échelon suédois.

## Historique
Le club a été créé en 1982.

## Palmarès
- Aucun titre.